# Burg Vinkemühlen
Die Burg Vinkemühlen ist eine abgegangene Burg im Süden des Meller Stadtteils Gerden im Landkreis Osnabrück in Niedersachsen.

## Geschichte
Die Burg Vinkemühlen war der Sitz der Herren von Vincke und wurde 1340 von einem Ritter Dietrich zu Vincke bewohnt. 1360 gelobte der Knappe Wernecke Vincke dem Grafen von Ravensberg, der Grafschaft Ravensberg nicht mehr Feind zu sein und die Burg zu Vinkemühlen nicht fester zu machen, als sie ist. Ausgenommen sei jedoch eine Erneuerung der Plankenbefestigung. 1426 wird als neuer Lehnsherr das Bistum Osnabrück genannt. 1461 wird die Burg ein letztes Mal erwähnt, danach scheint sie als selbstständiger Herrensitz eingegangen zu sein und nur noch als Gut existiert zu haben. 1712 verkauft es Johann von Nagel zu Wallenbrück an die Familie von Nehem zu Sondermühlen. Nachdem das Osnabrücker Domkapitel in den Besitz des Gutes gelangt war, wurde es 1802 zur landesherrlichen Domäne. Vermutlich wurde es 1840 aufgegeben. Von Burg und Gut sind keine Reste mehr vorhanden.